# Новоместская ратуша
Новоместская ратуша (чеш. Novoměstská radnice) — вторая по старшинству городская ратуша Праги, расположенная на пересечении Водичковой улицы и северной стороны Карловой площади в историческом районе Нове-Место (Прага 2). Ратуша была заложена в XIV веке, став важнейшим общественно-политическим центром Нового города. В 1962 году включена в список национальных памятников культуры Чешской Республики.

## История
Возведение зданий Новоместской ратуши велось постепенно, в несколько этапов. Строительство старейшей её части — восточного крыла, выходящего на Водичкову улицу — было начато по указанию короля Карла Люксембургского в 1377 году на новоместском скотном рынке. Строительство продолжалось до 1398 года. 

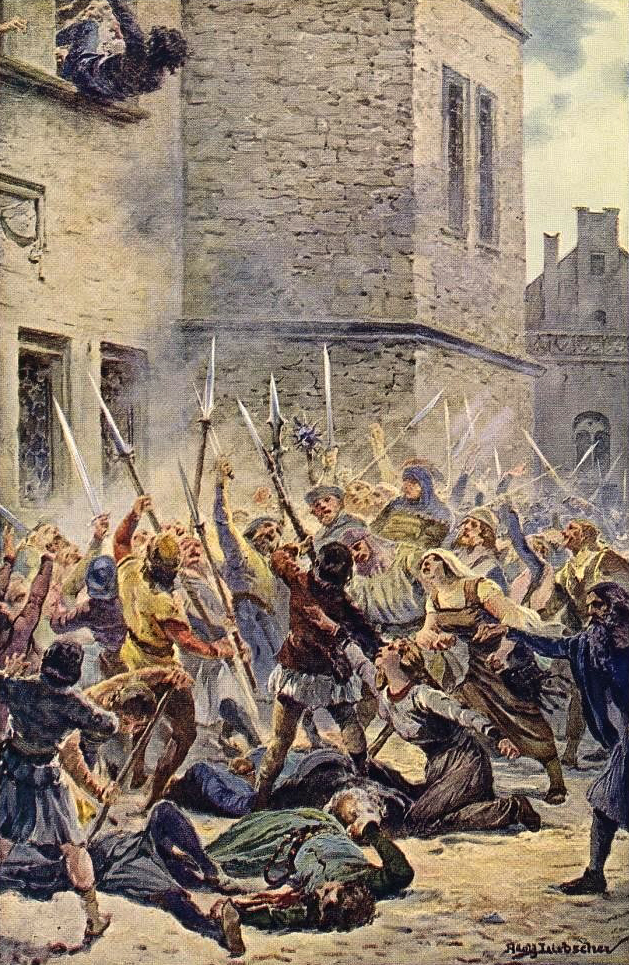
Первая пражская дефенестрация. Адольф Либшер. «Восстание у Новоместской ратуши 30 июля 1419 года» (фрагмент).

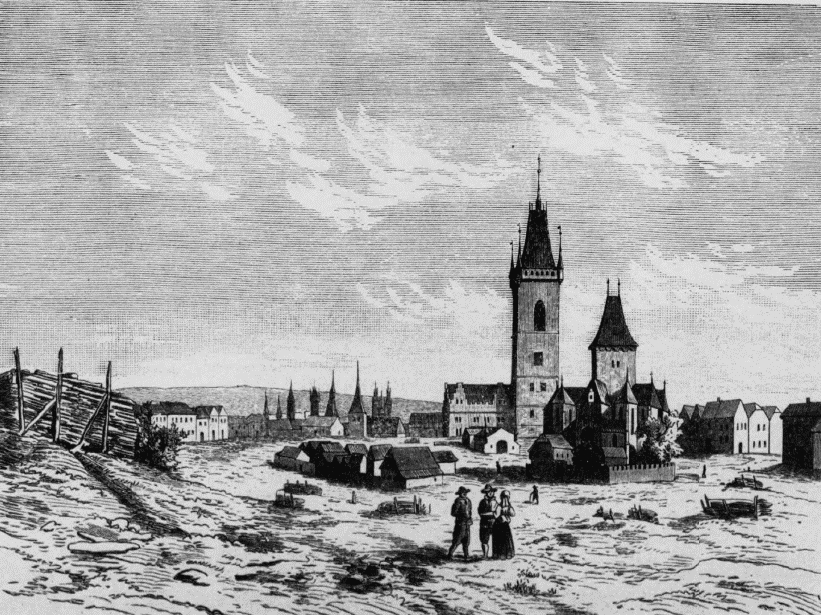
Ратуша на Карловой площади (вероятно, до пожара). Рисунок XVI века.

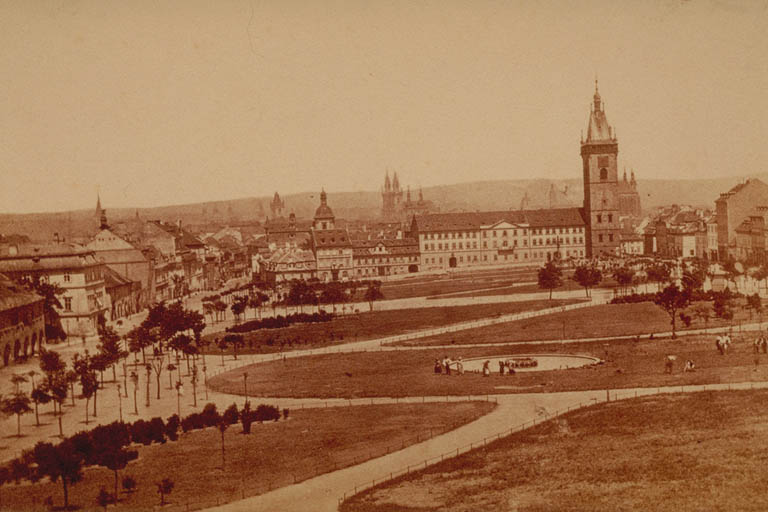
Ратуша в стиле ампир. Фото 1871 года.

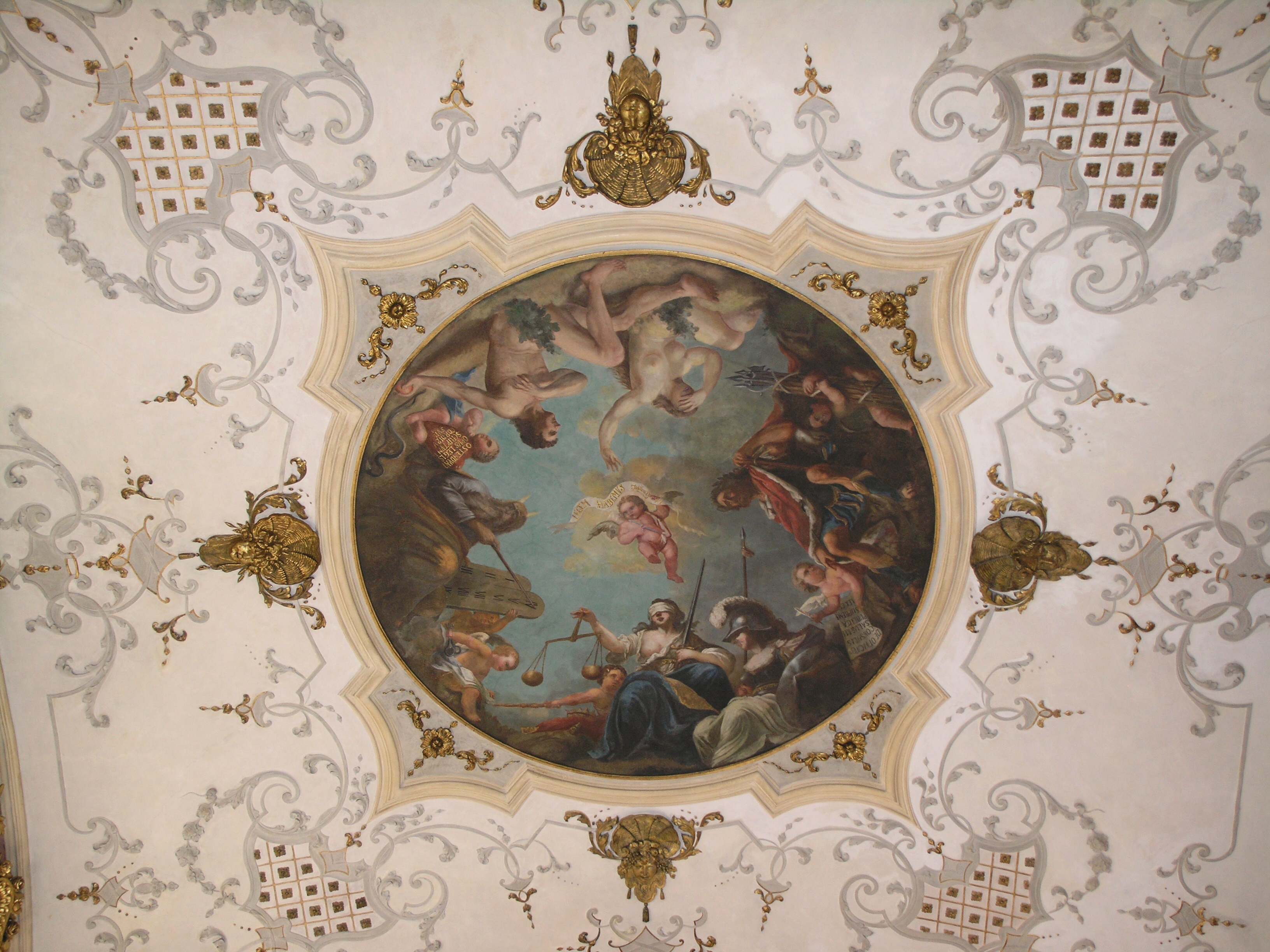
Фреска на своде ратушной капеллы.

В 1411—1418 годах под руководством Мартина Фричека и мастера Кршиже было построено южное крыло ратуши с фасадом на Карловой площади. Двухнефный готический зал ратуши был построен размером 23 метра в длину и 11 метров в ширину, высота потолков зала составила 7 метров.
30 июля 1419 года Новоместская ратуша стала местом трагических событий, вошедших в историю под названием Первой пражской дефенестрации. Причиной этих событий послужило решение городского совета Нового Города об аресте нескольких замешанных в беспорядках гуситов, которых заключили в тюрьму ратуши. После утренней воскресной мессы к Новоместской ратуше со стороны костёла Святого Стефана подступила процессия прихожан-гуситов во главе со священником Яном Желивским и другими гуситскими предводителями (среди которых был и Ян Жижка), с намерением освободить заключённых. В ходе перебранки с членами совета в Святые Дары, принесённые гуситами с собой, попал брошенный из окна ратуши камень (по другой версии, камень попал в самого Желивского). Это стало сигналом к яростным действиям толпы: ворвавшись в ратушу, гуситы выбросили в окно городского пуркмистра, судью и тринадцать других членов совета. Падая из окон, они разбивались о мостовую и добивались толпой. Именно эта акция послужила началом долгих братоубийственных гуситских войн.
Доминанта ратуши и всей Карловой площади — шестиэтажная ратушная башня — была заложена в 1451 году на углу площади и Водичковой улицы. Строительство башни было окончено в 1456 году. Высота её составляет 70 метров, а лестница, ведущая на верх башни, состоит из 212 ступеней. Нижний этаж башни использовался в качестве тюрьмы. Справа от входа в башню со стороны Водичковой улицы на высоте 2 метров от тротуара был вмонтирован эталонный металлический пражский аршин длиной 591,4 мм, предназначенный для нужд рыночной торговли.
На первом этаже башни была построена капелла Взятия на небо Девы Марии и Святого Вацлава в готическом стиле, позже перестроенная в стиле барокко. Кроме прочего, капелла служила последним духовным пристанищем приговорённых к смерти узников. На сводах капеллы была сделана фреска на тему правосудия. Верхний этаж башни служил жилищем глашатая. Крыша и галерея башни были реконструированы в 1722—1725 годах и в таком виде сохранились до наших дней.
В 1520—1526 годах под руководством Бенедикта Рейта южное крыло и главный фасад ратуши были перестроены в ренессансном стиле. Однако в 1559 году в башню ратуши ударила молния и произошёл сильный пожар, практически уничтоживший здания ратуши. Позднее купол башни был разрушен бурей. Работы по восстановлению после пожара возглавил немецкий архитектор и строитель Бонифаций Вольмут. Под его руководством были возведены в ренессансном стиле западное и северное крыла ратуши, в этом же стиле было перестроено восточное крыло (на улице Водичковой). Зал ратуши был восстановлен в готическом стиле, однако ребристый готический свод теперь поддерживали ренессансные опоры. Результатом восстановления и реконструкции стала ратуша с четырьмя крылами, аркадным двором и башней в юго-восточном углу.
Новоместская ратуша выполняла функции резиденции муниципального совета до 1784 года, когда король Иосиф II объединил четыре пражских города в один и определил резиденцией новых городских органов управления Староместскую ратушу. В здании Новоместской ратуши были размещены суд по уголовным делам и камеры предварительного заключения (где, кроме прочих, содержались Ян Сладкий Козина и участники революции 1848 года). В соответствии с новым назначением, в 1806—1811 годах часть ратуши была перестроена в стиле ампир по проекту Карла Шмита.
В 1905—1906 годах реконструкцией ратушной башни с целью придания ей первоначального вида занимались архитекторы Антонин Виегл и Камил Гильберт. Кроме того, на фасаде ратуши, выходящем на Карлову площадь, были восстановлены большие ренессансные окна из главного зала ратуши и ренессансные гербовые щиты.
В 1958—1959 годах в главном ратушном зале был устроен зал бракосочетаний округа Прага 2. Более серьёзная реконструкция внутри зданий ратуши была проведена по проекту Вацлава Гирсы в 1976—1996 годах, приспособив их для административных нужд округа.